# 2022 в Україні

## Події

### Січень
- 1 січня
  - Банер зі Степаном Бандерою, який вивісили на фасаді Тернопільської облради, потрапив у Книгу рекордів України.[1]
  - Спікер МВС України Артем Шевченко пішов у відставку.[2][3]
  - Україна приєдналася до Часткової угоди про створення Групи зі співробітництва у боротьбі проти зловживання наркотиками та їх незаконного обігу (Групи Помпіду).[4]
- 4 січня
  - Розпочався онлайн-запис на бустерну дозу щеплення від коронавірусу, яку можуть отримати люди старші за 60 років, медпрацівники та працівники будинків інтернатного типу.[5]
  - На Львівщині розвідкові розкопки нововідкритої пам'ятки часів германських племен виявили два нові унікальні археологічні об'єкти часів Римської імперії[6][7]
- 5 січня
  - В Україні розпочинається реєстрація на пробне зовнішнє незалежне оцінювання (ЗНО), яка триватиме до 22 січня.[8]
  - Журналістську стипендію імені Вацлава Гавела від Радіо Вільна Європа/Радіо Свобода отримала Катерина Лихогляд.[9]
- 6 січня
  - У Хмельницькому в аквапарку 16 дітей із Вінницької області постраждали від інгаляційного отруєння хлором.[10]
- 7 січня
  - У Києві на проспекті Перемоги скоєно напад журналіста та співзасновника «Громадського радіо» Андрія Куликова, інцидент не пов'язують з професійною діяльністю журналіста.[11][12][13]
- 9 січня
  - У Києві на Михайлівській площі відбулася акція «Скажи Путіну Ні»[14]
- 12 січня
  - По Україні прокотилася хвиля повідомлень про мінування низки об'єктів: аеропортів Бориспіль та Жуляни, центральних станцій метро Києва, шкіл у містах Черкаси, Львів та Дніпро, торгівельних центрів та головної ялинки в Одесі.[15][16][17][18][19][20][21][22][23][24][25]
- 13 січня
  - Компанія SpaceX вивела на орбіту український супутник «Січ-2-30», що стало поверненням України у космос після невдалого запуску «Січ-2» у 2012.[26][27][28]
  - У Закарпатській області зафіксували землетрус, магнітуда підземних поштовхів склала 1,5 бала за шкалою Ріхтера.[29][30]
- 14 січня
  - Відбулась глобальна кібератака на державні сайти України.[31][32]
  - Колишній президент України, Віктор Янукович подав до Окружного адмінсуду Києва ще один позов проти Верховної Ради.[33][34]
  - Президент України Володимир Зеленський підписав спільну декларацію із президентом Азербайджанської Республіки Ільхамом Алієвим, у якій зафіксовано спільну позицію двох країн щодо багатьох питань[35]
- 16 січня
  - Набуває чинності 25 стаття Закону України «Про забезпечення функціонування української мови як державної». Згідно з документом друковані засоби масової інформації мають видаватися державною мовою.[36]
  - Авіакомпанія Ryanair скасувала 6 маршрутів з Харкова до кінця лютого 2022 року.[37][38]
  - Внаслідок ускладнення погодних умов знеструмлено 67 населених пунктів у 5 областях України[39][40]
- 17 січня
  - В Україну повернувся колишній президент Петро Порошенко, та вирушив на слухання до Печерського суду Києва.[41][42][43][44]
  - Вперше в історії Україна здобула ліцензію у жіночому бобслеї на зимову Олімпіаду 2022 в Пекіні.[45]
  - Зафіксовано нові кібератаки в Україні на деякі установи: Шевченківський райсуд Києва, систему державних закупівель Prozorro.[46][47][48]
  - На Харківщині зафіксували перші випадки штаму коронавірусу «Омікрон», раніше «Омікрон» підтвердили у Києві та Одесі.[49]
  - Україна та Агенція НАТО з комунікації та інформації (NCI Agency) підписали оновлений меморандум про продовження спільної роботи над технологічними проєктами.[50]
- 19 січня
  - Кабінет міністрів України ухвалив створення Державної служби у справах дітей, яка забезпечуватиме формування та реалізацію політики у сфері усиновлення та захисту прав дітей.[51]
  - Державний секретар США Ентоні Блінкен у Києві зустрівся з Володимиром Зеленським та Дмитром Кулебою.[52][53]
- 20 січня
  - Комітет фінансової та податкової політики Верховної ради підтримав законопроєкт про економічний паспорт українця, який було анонсовано у грудні 2021 року.[54][55]
  - До України надійшло два мільйони швидких тестів для визначення COVID-19, тести вартістю в понад сім мільйонів доларів закупив і доправив до Києва Дитячий фонд ООН (ЮНІСЕФ) за фінансової підтримки Світового банку і у співпраці з МОЗ.[56][57]
- 22 січня
  - Сталося загоряння центрального офісу корпорації АТБ в місті Дніпро.[58]
- 24 січня
  - Аноніми повідомили про мінування всіх шкіл і торгових центрів в Одесі та Кривому Розі, відбулася масова евакуація.[59][60][61][62]
  - Президент Єврокомісії Урсула фон дер Ляєн анонсувала пакет допомоги Україні на 1,2 мільярда євро[63]
  - Національна суспільна телерадіокомпанія оголосила перелік фіналістів відбору на участь у пісенному конкурсі «Євробачення».[64]
- 25 січня
  - Вулиці Києва почали патрулювати «фантоми» — спеціальні поліцейські автомобілі без розпізнавальних знаків, обладнані системою фіксації порушень ПДР. За перший день зафіксовано 990 порушень.[65][66][67][68]
  - В Києві близько двох тисяч людей взяли участь у мітингу ініціативи SaveФОП під Верховною Радою, відбулися сутички з поліцією[69]
- 26 січня
  - «Vodafone Україна», Ericsson та «ДТЕК Енерго» провели успішні тести 5G телеметрії на Харківському машинобудівному заводі «Корум Світло шахтаря» («ДТЕК Енерго»).[70]
  - Під будівлею Міністерства інфраструктури у Києві відбувся мітинг українських моряків.[71]
- 27 січня
  - В Дніпрі на території Південного машинобудівного заводу нацгвардієць розстріляв караул військовослужбовців, 5 людей загинуло, 5 поранені. Командувач Нацгвардії Микола Балан подав у відставку[72][73][74][75][76][77]
  - Київський завод «Електронмаш» продали на повторному аукціоні за 430 млн гривень.[78][79]
  - У Бабиному Яру молитвою вшанували пам'ять жертв Голокосту[80]
  - Запорізька АЕС відновила роботу 4-го енергоблоку після усунення несправності[81]
  - Україна та Британія ратифікували угоду на модернізацію та забезпечення озброєнням ВМС на 1,7 мільярда стерлінгів.[82][83][84]
  - У Києві презентували повернену картину Михайла Паніна «Таємний виїзд Івана Грозного перед опричниною», яку вивезли нацисти з Дніпра у 1949 році[85][86]
- 28 січня
  - Флагман українського науково-дослідного флоту криголам «Ноосфера» вирушає у перший рейс до Антарктиди.[87][88][89]
  - Боксера Володимира Вірчиса знайшли повішеним у Дніпровському районі Києва, відкрито кримінальну справу.[90][91][92][93]
  - У Запоріжжі стався вибух газу в квартирі чотириповерхового будинку: загинула одна людина, ще двоє постраждали, 7 квартир зашкоджено, відкрито кримінальну справу.[94][95][96][97]

### Лютий
- 1 лютого
  - Україна вперше в історії розпочала фізичний імпорт газу з Угорщини.[98][99][100]
  - Україна схвалила Бріджит Брінк — кандидатку на пост посла США, яку обрав Байден.[101][102][103]
  - Європейський союз ухвалив рішення про надання Україні макрофінансової підтримки на 1,2 млрд євро.[104]
  - Розпочалася реєстрація на зовнішнє незалежне оцінювання 2022 року. Подати заявку можна до 9 березня.[105]
  - Слідчо-оперативна група провела обшуки на підприємствах «Метінвесту»[106][107]
- 2 лютого
  - Біля будівлі телеканалу «Наш» кількасот людей провели акцію, вимагаючи запровадити санкції проти цього телеканалу та його власника, проросійського політика Євгенія Мураєва.[108]
- 3 лютого
  - Україна домовилася зі Словаччиною про збільшення потужностей для імпорту газу (загальний обсяг гарантованих потужностей з 4 лютого до 31 березня 2022 року складатиме 42 млн м³ на добу)[109][110]
  - У рамках офіційного візита Президента Туреччини Реджеп Таїп Ердогана заплановано підписання угоди про зону вільної торгівлі між країнами.[111][112][113]
  - Оператор мобільного зв'язку «Київстар» заявив про глобальний збій[114][115]
- 7 лютого
  - В Києві здійснено напад на помічника генпрокурора Ірини Венедіктової.[116][117]
- 8 лютого
  - Президент України Володимир Зеленський заявив, що вакциновані українці старше 60 років отримають безоплатний якісний сучасний смартфон.[118]
- 10 лютого
  - Харківський гросмейстер Олександр Ковчан посів друге місце на міжнародному турнірі GM Mix Third Saturday 233 в сербському місті Нові-Сад, киянин Ігор Самуненков (13 років) набрав 4,5 очка і фінішував восьмим.[119][120]
  - У Закарпатській області дві лавини зійшли на трасу Мукачево — Львів.[121][122]
- 13 лютого
  - На знімальну групу УП Михайла Ткача під час знімання в аеропорту Дніпра скоєно збройний напад.[123][124][125]
- 15 лютого
  - Відбулася кібератака на сайти Збройних сил України, кількох українських банків та міністерств.[126][127]
- 16 лютого
  - Було продовжено DoS-атаку на сайт Міністерства оборони України.[128][129]
  - Україна виборола першу медаль на Олімпіаді у Пекіні — «срібло» в Олександра Абраменка у лижній акробатиці.[130]
  - Верховна Рада підтримала законопроєкт про вихід України з Антитерористичного центру держав-учасниць Співдружності Незалежних Держав.[131]
- 17 лютого
  - Верховна Рада ухвалила закон про ратифікацію угоди між Україною та Європейським Союзом і його державами-членами про спільний авіаційний простір.[132][133]
  - Пасажирський літак Ан-148 української авіакомпанії Air Ocean вперше за багато років приземлився в одеському аеропорту.[134][135][136]
  - Міністр закордонних справ Дмитро Кулеба оголосив, що Україна створила тристоронній альянс з Польщею і Великою Британією.[137][138][139]
- 23 лютого
  - У зв'язку із загрозою нападу Російської Федерації Верховна Рада ввела надзвичайний стан на всій території України, окрім Донецької та Луганської областей[140].
- 24 лютого
  - Близько 5 години ранку президент Росії Путін оголосив про проведення «спеціальної військової операції» на території України. Розпочалося російське вторгнення в Україну[141][142][143][144].
  - Верховна Рада у зв'язку зі вторгненням Росії ввела воєнний стан на всій території України, затвердивши відповідний Указ Президента[145].

### Березень
- 1 березня
  - Кабінет міністрів України провела індексацію пенсій з 1 березня 2022 року з коефіцієнтом 1,14.

### Призначено, звільнено
- 17 січня — Олексій Арестович «із особистих причин» звільнився з посади позаштатного радника керівника Офісу президента та спікера української делегації у ТКГ.[149][150]
- 16 лютого
  - Кабінет міністрів призначив Сергія Крука головою Державної служби України з надзвичайних ситуацій[151]

## Померли
- 14 січня — Леонід Деркач, колишній голова Служби безпеки України[152]
- 22 лютого — Іван Дзюба, Герой України, дисидент, літературознавець, колишній міністр культури України[153].
- 10 травня — Леонід Кравчук, перший Президент України (1991-1994)[154]
- 22 листопада — Юрій Шухевич, Герой України, дисидент, член Української Гельсінської Групи, син головнокомандувача УПА Романа Шухевича

## Пам'ятні дати та ювілеї
- 1200 років з часу (822 рік):
  - входження західноукраїнських земель до держави Велика Моравія, яку заснував Моймир I.
- 1050 років з часу (972 рік):
  - смерті Великого князя київського (945—1022 рр.) з династії Рюриковичів Святослава Ігоровича (Хороброго).
  - початку правління князя Київської Русі Ярополка Святославовича.
- 1000 років з часу (1022 рік):
  - перемоги тмутороканського князя (990/1010—1023) Мстислава Володимировича над Редедею, ватажком абхазо-адигзькому племені касогів.
- 950 років з часу (1072 рік):
  - Прийняття «Правди Ярославичів» — збірника руських законів у Вишгороді на з'їзді трьома старшими Ярославичами — Ізяславом Ярославовичем, Святославом Ярославичем та Всеволодом Ярославовичем, що разом правили Руссю[155].
- 925 років з часу (1097 рік):
  - У м. Любечі відбувся Любецький з'їзд князів (київський Святополк Ізяславич, переяславський Володимир Мономах, смоленський Давид Ігорович, теребовлянський Василько Ростиславич), на якому ухвалено постанову «кождо да держить отчину свою»[156].
- 800 років з часу (1222 рік):
  - з'їзд князів у Києві, що відбувся з приводу надання допомоги половцям у боротьбі з монголо-татарами.
- 775 років з часу (1247 рік):
  - укладення князем Данилом Галицьким миру з угорським королем Белою IV.
  - заснування Львова галицьким князем Данилом Романовичем.
- 750 років з часу (1272 рік):
  - проголошення князем Левом Даниловичем міста Львова столицею Галицько-Волинського князівства[157].
- 700 років з часу (1322 рік):
  - захоплення литовським князем Гедиміном Києва. Він посадив у ньому намісником Міндовга Гольшанського.
- 575 років з часу (1447 рік):
  - 2 травня — видання у Вільні Привілея 1447 року (привілея Казимира IV Ягеллончика) — законодавчого акту (загальноземський привілей) у Великому князівстві Литовському, який значно розширив права і привілеї шляхти, а також поклав початок юридичного оформлення залежності селян від феодалів[158]
- 525 років з часу (1497 рік):
  - 26 жовтня — розгрому військом молдавського господаря Штефана III армії польського короля Яна I біля Козмінського лісу на Буковині (нинішнє село Валя Кузьмина на території Чернівецької області).
- 475 років з часу (1547 рік):
  - перемоги козаків під проводом барського старости Берната Претвиця татар під Очаковим.
- 450 років з часу (1572 рік):
  - 2 червня — заснування реєстрового козацтва, коли універсалом короля Сигізмунда II Авґуста коронному гетьманові Єжи (Юрію) Язловецькому було доручено найняти з низових козаків на службу 300 осіб. Загалом, 500 реєстровцям гарантувалась особиста свобода, оплата з державної скарбниці і звільнення від переслідувань цивільним судом. 1590 року реєстр було збільшено до 1000 чоловік, а у 1637 році до 8 тисяч[159].
- 425 років з часу (1597 рік):
  - 11 квітня — чвертування Северина Наливайка поляками у Варшаві за наказом Станіслава Жолкевського після невдалого для козаків Солоницького бою 1596 року та змови угодовської частини козацької старшини, яка підступно захопила С. Наливайка[160].
- 400 років з часу (1622 рік):
  - 15 липня — перша документальна згадка про колекцію живопису князів Заславських — найдавнішу приватну збірку живопису в Україні.
  - морського походу запорозьких козаків на допомогу донським. Французький посол де Сезі про ці походи писав до Парижа так: «Поява 4 козацьких човнів викликала більшу розгубленість, ніж якби з'явилася чума — так вони бояться козаків…»[161]
  - вдалого походу на Перекоп під орудою реєстрового козацького гетьмана (1622—1628 з перервами) Михайла Дорошенка.
- 350 років з часу (1672 рік):
  - 13 березня — усунення лівобережного гетьмана Дем'яна Ігнатовича (Многогрішного) від гетьманської влади внаслідок заколоту.
  - 17 червня — обрання на старшинській раді в Козачій Діброві (поблизу Конотопа) лівобережним гетьманом Івана Самойловича.
  - початку польсько-турецької війни, що тривала до 1676 року, під час якої козацьке військо Петра Дорошенка воювало проти поляків у союзі з османами. Бойові дії відбувалися на території України:
    - 18 липня — битви під Ладижином (Батозька битва)
    - битви під Уманню
    - 18-27 серпня — османського-козацьке військо взяло в облогу й захопило Кам'янець.
    - битви під Корцем
    - 20 вересня — початку облоги османсько-козацьким військом Львова (до 6 жовтня).
    - 5-14 жовтня — успішного походу проти татарських чамбулів польського гетьмана Яна III Собєського.
    - 5-6 жовтня — битви під Краснобродом
    - 6 жовтня — битва під Наролем
    - 7 жовтня — битви під Немировом
    - 9 жовтня — битви під Комарним
    - 14 жовтня — битва під Петранкою
    - битва під Калушем
    - 28 жовтня — укладення Бучацького мирного договору між Річчю Посполитою і Османською імперією, що завершив перший етап війни[162][163] (28) жовтня 1672 року в місті Бучачі[164]. За договором до Османської імперії відійшли Подільське воєводство (від Бучача — по Брацлав), на Брацлавщині і Південній Київщині, з якої виводились польські залоги, визнавалася влада Петра Дорошенка і Річ Посполита зобов'язувалася сплатити Османській імперії контрибуцію за зняття облоги Львова і щорічно платити 22 тисячі золотих дукатів данини. Бучацький мирний договір був відхилений сеймом і Польсько-турецька війна продовжилась до укладення Журавненського договору 1676 року.
- 300 років з часу (1722 рік):
- 2 квітня — видання у Петербурзі царського указу про ліквідацію гетьманства і утворення в Глухові Малоросійської колегії — органу управління Лівобережною Україною, яка складалася з російських воєвод на чолі з генералом Степаном Веляміновим.
- 14 липня — обрання Павла Полуботка наказним гетьманом України на старшинській раді в Глухові до проведення гетьманських виборів на заміну покійному Івану Скоропадському.
- 250 років з часу (1772 рік):
- 5 серпня — проведення першого поділу Польщі та входження Королівства Галичини та Володимирії до складу Габсбурзької імперії.
- 230 років з часу (1792 рік):
  - 18 червня — битва під Жилинцями, перша перемога війська Речі Посполитої над російськими інтервентами під час російсько-польської війни 1792 року в обороні реформаторської Конституції 3 травня — першої ухваленої європейської конституції.
- 150 років з часу (1772 рік):
- 8 квітня — арешту за участь у таємній організації Кирило-Мефодіївське братство поета Тараса Шевченка та історика Миколу Костомарова.
- 100 років з часу (1922 рік):
- 1 лютого — ухвалення рішення політбюро ЦК КП(б)У про вивезення 8 млн пудів хліба з голодуючої України до Росії.
- 12 квітня — рішення Всеукраїнського центрального виконавчого комітету у Харкові "в додаток до постанови своєї від 30 листопада 1921 року, «подарувати повну персональну амністію всім, що є закордоном особам українського громадянства», які раніше воювали на боці регулярних антирадянських армій.
- 30 грудня — ухвалення на I з'їзді Рад Декларації та Договору про утворення Союзу Радянських Соціалістичних Республік. Нова комуністична країна об'єднала більшу частину території колишньої Російської імперії з населенням 134 мільйони чоловік і стала першою у світі країною, заснованою на ідеології марксизму.
- 75 років з часу (1947 рік):
- призначення 27 лютого першим секретарем ЦК КП(б) України Лазара Кагановича.
- початку 28 квітня масового виселення українців з південно-східних регіонів Польщі на західні та північні території, які раніше входили до складу Німеччини.
- 10 червня — підписання українськими політичними партіями та організаціями в еміграції статуту Української Національної Ради (УНРади), створеної для консолідації всіх самостійницьких сил для відновлення незалежної української держави з демократичним устроєм.
- 21 жовтня — початок однієї з найбільших депортацій населення Західної України, яка увійшла в історію під назвою операція «Захід». За час її проведення до Сибіру і Казахстану було вивезено 26 682 сімей загальною кількістю 77 808 осіб.
- 14 грудня — ухвалення постанови Ради міністрів СРСР і ЦК ВКП(б) «Про проведення грошової реформи і відміну карток на продовольчі та промислові товари», яка запровадила обмін грошей та скасувала карткову систему.
- 50 років з часу (1972 рік):
  - 12 січня — арештів КДБ УРСР у Києві та Львові 14 діячів дисидентського руху, звинувачених в «українському буржуазному націоналізмі» і поширенні самвидаву.
  - 10 травня — звільнення Петра Шелеста «у зв'язку з переведенням на іншу роботу» з посади першого секретаря ЦК КП України.
  - 19 травня — приходу до влади в УРСР лояльного до Москви Володимира Щербицького, з яким пов'язана хвиля арештів українських дисидентів 1972—1973 років. Зокрема були заарештовані В'ячеслав Чорновіл, Євген Сверстюк, Василь Стус, Тарас Мельничук, Іван Світличний, Іван Дзюба, Михайло Осадчий, Юлій Шелест та інші.
  - 9 липня — Підземний ядерний вибух потужністю 3,8 кт на газовій свердловині «Факел» поблизу села Хрестище Красноградського району Харківської області з метою закриття аварійного газового викиду.
- 25 років з часу (1997 рік):
- 28 травня — підписання у Києві пакету документів про розподіл і базування Чорноморського флоту. Україна отримала 18 % кораблів Чорноморського флоту СРСР, а також військово-морські бази у Ізмаїлі, Одесі, Очакові, Керчі, Донузлаві і Балаклаві і ще 10 баз морської авіації.
- 31 травня — підписання у Києві «Договору про дружбу, співробітництво і партнерство між Україною і Російською Федерацією» Президентом України Леонідом Кучмою та Президентом Російської Федерації Борисом Єльцином. Разом з домовленостями про умови перебування російського Чорноморського флоту в Україні започатковано комплекс «великих угод», що врегулювали відносини між двома найбільшими колишніми республіками Радянського Союзу.
- 19 червня — звільнення з посади прем'єр-міністра України Павла Лазаренка.
- 16 липня — призначення прем'єр-міністром України Валерія Пустовойтенка.
- 19 листопада — старту першого космонавта незалежної України Леоніда Каденюка з космодрому на мисі Канаверал (штат Флорида, США) на космічному човнику «Колумбія».

### Установ та організацій
- 300 років з часу (1722 рік):
  - заснування Малоросійської колегії, яка замінила Малоросійський приказ.
  - ліквідації Генеральної військової канцелярії гетьмана Івана Скоропадського.
- 175 років з часу (1847 рік):
- ліквідації Кирило-Мефодіївське товариство
- 100 років з часу (1922 рік):
- 31 березня — заснування у Києві студії-театру «Березіль» режисером і драматургом Лесем Курбасом.
- 75 років з часу (1947 рік):
- 21 листопада — засновання у Нью-Йорку Панамериканської української конференції (ПАУК).

### Видатних особистостей

#### Народження
- 1000 років з часу (1022 рік):
  - народження Єлизавети Ярославни — найстаршої доньки Ярослава Мудрого, видана 1045 року за норвезького конунга Гаральда Суворого; пом. 1066).
- 975 років з часу (1047 рік):
  - народження Вишеслава — української княжни, з 1067 року дружини польського князя, пізніше короля Болеслава II Сміливого.
- 925 років з часу (1097 рік):
  - народження Ізяслава Мстиславича — Великого князя київського (1146—1149, 1151—1154 рр.), князя волинського (1135—1142, 1146—1151 рр.), переяславського (1132—1133, 1142—1146 рр.), полоцького (1130—1132 рр.), курського (1127—1130 рр.) з династії Рюриковичів; старшого сина Мстислава Великого, онука Володимира Мономаха, родоначальника волинської династії Ізяславичів, прадіда Данила Галицького; (пом. 13 листопада 1154).
- 850 років з часу (1172 рік):
  - 5 квітня — народження Ростислава Рюриковича (у хрещенні Михайла) — Великий князь Київський у 1204—1205 роках, син Рюрика Ростиславича; (пом. 1218)[165].
- 625 років з часу (1397 рік):
  - народження Хаджи I (Хаджи Ґерая) — засновника незалежної Кримської держави і династії Ґераїв; першого хана Криму в 1441—1466 роках; (пом. 1466).
  - народження Кімбурги Мазовецької (Цимбарки Мазовецької) — польсько-литовсько-української княжни з династії П'ястів та Романовичів, була правителькою Австрійського князівства з 1412 до 1424 р., як дружина правителя Австрії Ернста Залізного з династії Габсбурґів. Була нащадком королів Русі Данила Романовича та Юрія І; (пом. 28 вересня 1429)
- 550 років з часу (1397 рік):
  - народження Єжи Крупського (Юрія, Георгія[166][167]; пол. Krupski Jerzy, Jędrzey[168] (1497 — 1548[169]) — руський[170] шляхтича Королівства Польського, дипломата, воєначальника, урядника, християнського релігійного діяча, каштеляна м. Белз 1509 р., каштеляна м. Львова у 1515 р., белзького воєводи в 1533 р.
- 425 років з часу (1597 рік):
  - народження 10 січня — Петра Могили — українського політичного, церковного та освітнього діяча, Митрополита Київського, Галицького і всієї Русі (1633—1647), екзарх Константинопольського патріарха, архімандрит Києво-Печерського монастиря (з 1627); пом. 1647).
- 400 років з часу (1622 рік):
  - народження Романа Ракушки-Романовського — державного і церковного діяча часів Гетьманщини, підскарбія за гетьмана Івана Брюховецького (1663—1668 рр.), священика у Брацлаві (1668—1676 рр.) і Стародубі (1676—1703 рр.), імовірного автора «Літопису Самовидця»; (пом. 1703).
  - народження Степана Орлика — литовсько-білоруського шляхтича польсько-чеського походження, батька українського гетьмана Пилипа Орлика; (пом. 1673).
- 375 років з часу (1647 рік):
  - народження Девлет III Ґерая (Кара-Девлет Ґерая) — кримського хана у 1716—1717 р.р. з династії Ґераїв, наступника Каплана I Ґерая, попередника Саадета IV Ґерая; (пом. 1717).
- 350 років з часу (1672 рік):
  - народження 11 жовтня — Пилипа Степановича Орлика — українського державного діяча, українського військового, політичного і державного діяча, Гетьмана Війська Запорозького у вигнанні (1710—1742 рр.); (пом. 26 травня 1742).
- 325 років з часу (1697 рік):
  - народження 6 червня — Митрополи́та Пили́па Володковича (у світі Феліція́на Пилипа Володковича)[171]) — українського і білоруського релігійного діяча, єпископа Української греко-католицької церкви; з 18 липня 1762 року митрополита Київського, Галицького та всієї Руси — настоятеля УГКЦ; (пом. 12 лютого 1778).
  - народження Григо́рія Кири́ловича Леви́цького — українського художника, графіка 18 ст.; (пом. 1769).
  - народження Михайла Васильовича Скоропадського — генерального підскарбія Глухівського періоду в історії України, члена Правління гетьманського уряду (1741—1758 рр.) та члена Генеральної військової канцелярії за правління гетьмана Кирила Розумовського[172]; (пом. 2 січня 1758).
- 300 років з часу (1722 рік):
  - народження 3 грудня — Григорія Савича Сковороди — видатного українського філософа-містика, богослова, поета, педагога; (пом. 1794).
  - народження Бахадира II Ґерая — кримського хана у 1782 р.; (пом. 1791).
  - народження Василя Баюрака — ватажка загону опришків, спільника і наступника Олекси Довбуша; (пом. 1754).
  - народження Івана Андрійовича Полетики — доктора медицини, професор, директора Санкт-Петербурзького генерального сухопутного госпіталю, керівника Васильківського карантину; (пом. 1783).
  - народження Петра Рогуля — українськиого іконописця і портретиста 18 століття; (пом. 1800).
- 275 років з часу (1747 рік):
  - народження 25 березня — Олександра Андрійовича Безбородька — полковника Ніжинського та Київського козацьких полків Війська Запорозького. Члена Російської Академії, почесного члена Академії Мистецтв, імперського сенатора, світлішого князя Російської імперії, канцлера уряду періоду російської імператриці Катерини II; (пом. 1799).
  - народження Петра Симонтовського — українського лікаря, епідеміолога; (пом. 1815).
- 250 років з часу (1772 рік):
  - народження Нахмана із Брацлава — засновника брацлавського (бресловського) хасидизму; (пом. 1810).
- 200 років з часу (1822 рік):
  - народження 4 лютого — Євсевій Черкавський — український і польський освітній та політичний діяч, ректор Львівського університету (1875—1876, 1876—1877, 1887—1888), посол-віриліст до Галицького крайового сейму і австрійського парламенту, шкільний радник; (пом. 1896).
  - народження 8 лютого — Опанас Маркович — український фольклорист, етнограф, громадський діяч, член Кирило-Мефодіївського Братства; (пом. 1867).
  - народження 7 жовтня — Іван Харитоненко — український землевласник, промисловець-цукрозаводчик, філантроп і меценат; (пом. 1891).
- 175 років з часу (1847 рік):
  - народження 9 січня — Семена Ярошенка — політичного діяча і математика. Доктора наук. Гласного Одеської міської думи у трьох скликаннях, міського голови Одеси з 2 по 11 травня 1905 року. Ректора Імператорського Новоросійського університету (сьогодні — Одеський національний університет імені І. І. Мечникова) (1881—1890); (пом. 1917).
  - народження 7 лютого — Олександра Русова — українського етнографа, фольклориста, сатирика, громадського діяча; (пом. 1915).
  - народження24 лютого — Мелітона Бучинського — українського галицького фольклориста, етнографа, громадсько-освітнього діяча. Члена НТШ (1873); (пом. 1903).
  - народження 17 березня — Федора Вовка — українського антрополога, етнографа, археолога, археографа, музеєзнавця, видавця та літературознавця. Автора першої науково обґрунтованої концепції антропологічного складу українців; (пом. 1918).
- 17 березня — Олексія Маркевича — дослідника історії України і Росії XVI—XVIII ст.; (пом. 1903).
  - народження 6 червня — Олександра Барвінського — українського громадсько-політичного діяча Галичини, історика, педагога; (пом. 1926).
  - народження 23 серпня — Іллі Шрага — українського громадського і політичного діяча, чернігівського адвоката. Депутата І Державної думи Російської імперії, члена Української Центральної Ради, а також культурного діяча, відомого підтримкою класиків української літератури. Ідеолога чернігівської «Просвіти»; (пом. 1915).
  - народження 18 листопада — Володимира Навроцького (1847—1882) — українського економіста, статистика і публіциста; (пом. 1882).
- 150 років з часу (1872 рік):
  - народження 25 січня — Миколи Скрипника — українського політичного і державного діяча, голови раднаркому більшовицької УНР (1918—1919 рр.); (пом. 1933).
  - народження 15 лютого — Ціріца Густава — начальника штабу Української галицької армії; (пом. 1920).
  - народження 23 вересня — Соломії Крушельницької — української оперної співачки; (пом. 1952).
  - народження 9 листопада — Богдана Лепкого — українського поета, прозаїка, літературознавця; (пом. 1941).
- 130 років з часу (1892 рік):
  - народження 25 червня — Арсена Річинського — українського громадського і політичного діяча, релігієзнавця, композитора; (пом. 1956).
- 125 років з часу (1897 рік):
  - народження 6 січня — Володимира Сосюри — українського письменника, поета, автора понад 40 збірок поезій; (пом. 1965).
  - народження 14 січня — Панаса Любченка — українського радянського партійного та державного діяча; голови Ради Народних Комісарів УРСР (1934—1937 рр.); (пом. 1937).
  - народження 21 червня — Юрія Кондратюка (Олександра Гнатовича Шаргея) — українського вченого-винахідника, одного з піонерів ракетної техніки і теорії космічних польотів; (пом. 1942).
  - народження 6 вересня — Івана Микитенка — українського письменника («Вуркагани») і драматурга («Соло на флейті»); (пом. 1937).
- 100 років з часу (1922 рік):
  - народження 1 березня — Івана Яновського (літературний псевдонім Микита Коцюба) — українського письменника, сатирика, байкаря, педагога, заслуженого вчителя УРСР; (пом. 1981).
  - народження 20 травня — Івана Чендея  — українського письменника, кіносценариста, лауреата Шевченківської премії (пом. 2005).
  - народження 19 червня — Віктора Дущенка- українського фізика; (пом. 1985).
  - народження 21 червня — Георгія Аванесова — українського диригента; (пом. 1982).
  - народження 30 серпня — Павла Глазового — українського письменника-гумориста; (пом. 2004).
  - народження 19 листопада — Юрія Кнорозова — українського історика та етнографа, спеціаліста з епіграфіки та етнографії; відомого своєю дешифровкою писемності майя; (пом. 1999).
  - народження 29 грудня — Володимира Югая — українського живописця, заслуженого художника УРСР (1976); (пом. 1997).
- 80 років з часу (1942 рік):
  - народження 23 листопада — Олексія Мурженка — радянського дисидента, учасника правозахисного руху; (пом. 1999).
- 75 років з часу (1947 рік):
  - народження 23 лютого — Валерія Пустовойтенка — українського політика, прем'єр-міністра України (1997—1999 рр.).
  - народження 29 червня — Михайла Іллєнка — українського кінорежисера («ТойХтоПройшовКрізьВогонь»); брата режисера Юрія Іллєнка.
  - народження 9 липня — Анатолія Кочерги — українського оперного співака (баса).
  - народження 14 липня — В'ячеслава Брюховецького — українського літературознавеця, педагога і громадського діяча; Героя України, почесного президента Києво-Могилянської академії.
  - народження 7 серпня — Софії Ротару — української співачки, Народної артистки України.
  - народження 1 вересня — Миколи Мозгового — українського естрадного співака, композитора; (пом. 2010).
  - народження 16 вересня — Валерія Марченка — українського дисидента-правозахисника, літературознавця і перекладача; (пом. 1984).
  - народження 10 жовтня — Ніни Матвієнко — української співачки, народної артистки України (1985), Лауреатки Державної премії УРСР ім. Т. Г. Шевченка (1988), Герой України (2006).
- 26 жовтня:
  -     - народження Ольги Матешко — української актриси (Пропала експедиція, Звинувачується весілля, Якщо можеш — пробач, Вавілон XX, В бій ідуть одні «старики»).
    - народження В'ячеслава Криштофовича — українського кінорежисера («Одинока жінка бажає познайомитись», «Ребро Адама»).

  - народження 27 листопада — Іллі Ноябрьова — українського телеведучого, режисера, актора.
  - народження 17 грудня — Миколи Азарова — українського політика і державного діяча, 14-го прем'єр-міністра України (2010—2014 рр.).
- 50 років з часу (1972 рік):
  - народження 6 січня — Владислава Ващука — українського футболіста («Динамо» Київ, «Спартак» Москва).
  - народження 6 січня — Олександра Головка — українського футболіста («Дніпро» Дніпропетровськ, «Динамо» Київ).
  - народження 8 січня — Сергія Ателькіна — українського футболіста; (пом.. 2020).
  - народження 28 травня — Сашка Положинського — українського співака, шоумена, лідера гурту «Тартак» («Я не знаю»).
  - народження 6 липня — Жанни Пінтусевич-Блок — української спортсменки, легкоатлетки, чемпіонки світу в бігу на 200 метрів.
  - народження 17 липня — Сергія Льовочкіна — народного депутата України, Глава Адміністрації Президента України (2010—2014 рр.).
  - народження 30 липня — Олеся Саніна — українського кінорежисера (Мамай, Перебіжчик, Матч, Поводир), актор, оператор, продюсер, музикант і скульптор.
  - народження 3 грудня — Олега Ляшка — українського політика, народного депутата України.
  - народження 11 грудня — Андрія Гусіна — українського футболіста («Карпати» Львів, «Динамо» Київ); (пом.. 2014).
  - народження 11 грудня — Ахтема Сеїтаблаєва — українського актора («Правило бою», «Мамай») та режисера («Кіборги», «Чужа молитва», «Хайтарма») кримськотатарського походження.
  - народження 29 грудня — Євгена Нищука — українського актора театру, кіно та дубляжу. 15-го Міністра культури України.
- 25 років з часу (1997 рік):
- * народження 21 травня — Вікторії Петрик — української співачки («When You Believe»); переможниці конкурсу «Дитяча Нова хвиля 2010».

#### Смерті
- 1150 років з часу (872 рік):
  - убивства болгарами сина Аскольд[173].
- 1050 років з часу (972 рік):
  - смерті Святослава Ігоровича (Хороброго) — Великого князя київського (945—1022 рр.) з династії Рюриковичів; син княгині Ольги та князя Ігора Старого, батько Володимира Великого, дід Ярослава Мудрого. (нар.. 930 р.).
- 925 років з часу (1097 рік):
  - смерті Євстратія Постника — давньоруського святого, ченця Печерського монастиря. Преподобномученика.
- 900 років з часу (1122 рік):
  - 9 вересня — Даниїла (Данила) Паломника — руського православного монаха. Ігумена, клірика Чернігівської землі[174].
- 875 років з часу (1147 рік):
  - 19 вересня — смерті колишнього великого київського князя Ігора Ольговича.
- 850 років з часу (1172 рік):
  - смерті Євпраксії Мстиславівни (Зої, Добродії) — доньки київського великого князя Мстислава Володимировича, онуки Володимира Мономаха; (нар. 1108), дружини візантійського співімператора Олексія Комніна (Alexios Komnenos)[175].
- 625 років з часу (1397 рік):
  - 11 січня — смерті Скиргайла Ольгердовича — князя Троцького (1382—1395), Полоцького (1387—1397), Великого князя Київського (1395—1397). Великого князя Литовського (1386—1392); (нар. бл. 1354).
- 600 років з часу (1422 рік):
  - смерті Миколая Тромби — релігійного, державно-політичного діяча, галицького архієпископа РКЦ. Першого примаса Польщі; (нар. бл. 1358).
- 525 років з часу (1497 рік):
  - смерті Макарій I — митрополит Київський, Галицький і всієї Русі, загинув мученицькою смертю від татар[176].
- 500 років з часу (1522 рік):
  - смерті Йосифа II Солтана — митрополита Київського, Галицького і всієї Руси; (нар.. 1450).
  - смерті Тетяни Анни Гольшанської (лит. Tatjana Alšėniškė)[177] — шляхтянки XV—XVI сторіччя з роду Гольшанських гербу Гіпокентавр, дружини князя Костянтина Острозького; (нар.. 1480).
- 475 років з часу (1547 рік):
  - смерті Федора Санґушка — руського князя, державного та військового діяча Великого Князівства Литовського, старости володимирського (1531—1547), згодом вінницького і брацлавського (1544—1547 рр.), маршалка Волинської землі (1535—1547), старости звенигородський.
- 450 років з часу (1572 рік):
  - смерті Андрія Русина (Андрія Івановича Русин-Берестецького) — руського (українського) зем'янина, урядника, православного релігійного діяча. Пінського і Турівського православного єпископа.
- 425 років з часу (1597 рік):
  - смерті 11 квітня — Северина Наливайка (інколи[178] Семерій,[179], Семена) — українського військового діяча, козацького ватажка, одного з керівників повстання 1594—1596 років у Речі Посполитій.
- 400 років з часу (1622 рік):
  - смерті 20 квітня — Петро́ (Кононович) Конаше́вич-Сагайда́чний[180][181] — український полководець та політичний діяч, гетьман реєстрового козацтва, кошовий отаман Запорізької Січі[182][183]. Організатор успішних походів запорозьких козаків проти Кримського ханства, Османської імперії та Московського царства. Меценат православних братств та опікун братських шкіл; (нар. близько 1582).
- 350 років з часу (1647 рік):
  - смерті 11 січня — Петра Могили — українського політичного, церковного та освітнього діяча, Митрополита Київського, Галицького і всієї Русі (1633—1647), екзарх Константинопольського патріарха, архімандрит Києво-Печерського монастиря (з 1627); нар. 1597).
  - смерті Га́нни Сомко (Сомківна) або Гафії Сомко — української міщанки, першої дружини Богдана Хмельницького, матері його синів Тимоша та Юрія і дочок Катерини та Степаниди. Сестра наказного гетьмана Лівобережної України Якима Сомка; (нар. бл. 1608).
  - смерті Касіяна Калі́кста Сако́вича — руського (українського) шляхтича, церковного діяча і письменника-полеміста, ректора Київської братської школи у 1620—1624 роках. Писав книжною українською та польською мовами[184]; (нар. бл. 1578).
- 350 років з часу (1672 рік):
  - смерті 18 квітня — Миха́йла Сули́чича (Суличенка, Сулитича) — козацького військового та державного діяча, Паволоцького полковника, Генерального судді Війська Запорозького та Наказний гетьман.
  - смерті Василя Рудомича — українського поета, мемуариста, правника і медика, ректора Замойської академії; (нар. (бл. 1620).
- 325 років з часу (1697 рік):
  - смерті 15 грудня — Сильвестра Головчича — українського церковного діяча, у 1672—1684 роках ректор Києво-Могилянської академії.
- 300 років з часу (1722 рік):
  - смерті 14 липня — Івана Скоропадського — українського військовика, політичного і державного діяча, гетьмана Війська Запорозького, голови козацької держави в Лівобережній Україні (1708—1722). Генерального бунчужного (1698—1699), генерального осавула (1701—1706), стародубського полковника (1706—1708). Гетьмана Глухівського періоду в історії України; (нар. 1646).
  - смерті 8 грудня — Стефана Яворського (Симеона Івановича Яворського) — українського та російськиого богослова, філософа, письменника, президента Синоду Православної російської церкви (1721—1722 рр.); (нар.. 1658 р.).
- 275 років з часу (1747 рік):
  - смерті 6 лютого — Івана Ільїна — члена Генеральної військової канцелярії, Генерального військового суду, члена («от великороссийских») тимчасового Правління гетьманського уряду; (нар. 1688).
  - смерті 18 жовтня — Василя Григоровича-Барського — українського православного письменника та мандрівника; (нар. 1701).
  - смерті 22 жовтня — Рафаїла (Заборовського) — українського церковного, громадського та освітнього діяча. Архієпископа Київського і Галицького (з 1731), Митрополита Київського, Галицького та всієї Малої Росії (з 1743), члена Святійшого Синоду безпатріаршої РПЦ (з 1723); (нар. 1676).
- 250 років з часу (1772 рік):
  - смерті Гедеона (Сломінського) — українського релігійного діяча доби Гетьманщини, архімандрита Межигірського монастиря, ректора Московської духовної академії; (нар. 1715).
  - смерті Павла Петрашіва — українського маляра-іконописця, портретиста і пейзажиста; (нар. 1738).
  - смерті Францішека Салезія Потоцького — польського шляхтича, урядника Речі Посполитої, магната, мецената. Київського (з 19 липня 1756), волинського воєводи (22 травня 1755), крайчия великого коронного (1736), претендента на польську корону; (нар. 1700).
- 225 років з часу (1797 рік):
  - смерті 28 січня — Антіна Головатого — кошового отамана Чорноморського козацького війська; (нар. 1732).
- 200 років з часу (1822 рік):
  - смерті 16 квітня — Дмитра Левицького — українського живописця-портретиста, який працював у модних аристократичних салонах Росії. Академіка Петербурзької академії мистецтв; (нар. 1735).
- 175 років з часу (1847 рік):
  - смерті 26 серпня — Михайла Миклашевського (1756—1847) — українського і російського військового та державного діяча; (пом. 1756).
  - смерті Михайла Скибицького (1793—1847) — учасника Війни за незалежність іспанських колоній в Америці, соратник Симона Болівара, біографа президента Венесуели Х. А. Паеса; (нар. 1793).
- 150 років з часу (1872 рік):
  - смерті 20 серпня — Михайла Качковського — українського громадського діяча, письменника, мецената, публіциста, юриста, народовця-австрофіла; (нар. 1802).
- 125 років з часу (1897 рік):
  - смерті 14 лютого — Пантелеймон Куліш — український письменник, історик, мовознавець; автор першої фонетичної абетки для української мови, що лежить в основі сучасного українського правопису; (нар. 1819).
- 100 років з часу (1922 рік):
  - смерті 29 квітня — Кирила Стеценка — українського композитора, хорового диригента, музичного та громадського діяча; (нар. 1882).
- 75 років з часу (1947 рік):
  - смерті 4 березня — Філарета Колесса — етнографа, фольклориста, композитора, музикознавця і літературознавця (нар. 1871)
  - смерті 30 липня — Федора Кричевського — українського художника і педагога; одного із засновників і першого ректора української Академії мистецтв; (нар. 1879).
- 50 років з часу (1947 рік):
  - смерті 29 березня — Івана Огієнка — українського вченого, митрополита (з 1944 р.), політичного, громадського і церковного діяча; брата прадіда Сергія Бубки; (пом. 1882).
  - смерті 14 травня — Олександра Корнійчука — українського письменника-драматурга («Загибель ескадри», «Платон Кречет»); (пом. 1905).
  - смерті 26 жовтня — Ігоря Сікорського — американського авіаконструктора українського походження; автора першого світового рекоду швидкості (з екіпажем) — 111 км/год (1911 р., на літаку «Сікорський-2»); (пом. 1889).
- 25 років з часу (1997 рік):
  - смерті 29 травня — Михайла Омеляновича-Павленка — українського військового діяча, генерал-полковника Армії УНР (нар.. 1878 р.)
  - смерті 3 листопада — Олексія Нестеренка — економіста, член-кореспондента НАН України (нар.. 1904).